# 英國駐美國大使
英國駐美國大使（英語：British Ambassador to the United States）是英国派驻美国最高级别的外交使节，主管英國駐美國大使館，正式名称为國王陛下駐美利堅合眾國大使（英語：His Britannic Majesty's Ambassador to the United States of America）
大使官邸位於華盛頓特區的马萨诸塞大道，由埃德溫·魯琴斯爵士設計，建於1928年。

## 大使列表

### 全權公使（1791年–1795年）
作為一個共和國，美國無權接待大使。英國反而派遣了一位全權公使級別較低的外交官。這使英國與法國處於平等地位，法國也在美國設有全權公使。:1
1791年–1795年：喬治·哈蒙德

### 特命全權公使（1796年-1893年）
1796年，英國升任特命全權公使，或公使。兩國的外交關係將維持在這一級別近100年。:1
- 1796年–1800年：羅伯特·利斯頓（英语：Robert Liston (diplomat)）[2]
- 1800年–1804年：愛德華·桑頓（英语：Edward Thornton, 1st Count of Cacilhas）
- 1803年–1806年：安東尼·梅里（英语：Anthony Merry）[3]
- 1807年–1809年：大衛·厄斯金（英语：David Erskine, 2nd Baron Erskine）[4]
- 1809年–1811年：弗朗西斯·詹姆斯·傑克遜（英语：Francis James Jackson）[5]
- 1811年–1812年：奧古斯塔斯·福斯特（英语：Augustus Foster）
- 1812年–1815年：無 由於1812年戰爭
- 1815年–1820年查爾斯·巴戈特（英语：Charles Bagot）[6]
- 1820年–1824年：斯特拉特福·坎寧（英语：Stratford Canning, 1st Viscount Stratford de Redcliffe）[7]
- 1825年–1835年：查爾斯·理查德·沃恩（英语：Charles Richard Vaughan）[8]
- 1835年–1843年：亨利·斯蒂芬·福克斯（英语：Henry Stephen Fox）[9]
- 1843年–1847年：理查德·帕克納姆（英语：Richard Pakenham）[10]
- 1849年–1852年：亨利·布爾沃（英语：Henry Bulwer, 1st Baron Dalling and Bulwer）[11]
- 1852年–1856年：約翰·克蘭普頓（英语：Sir John Crampton, 2nd Baronet）[12]
- 1857年–1858年：弗朗西斯·納皮爾（英语：Francis Napier, 10th Lord Napier）[13]
- 1858年–1865年：理查德·萊昂斯（英语：Richard Lyons, 1st Earl Lyons）[14]
- 1865年–1867年：卜魯斯[15]
- 1867年–1881年：愛德華·桑頓（英语：Edward Thornton, 2nd Count of Cacilhas）[16]
- 1881年–1888年：萊昂內爾·薩克維爾-韋斯特（英语：Lionel Sackville-West, 2nd Baron Sackville）[17]
- 1889年–1893年：朱利安·龐斯福特（英语：Julian Pauncefote, 1st Baron Pauncefote）[18]

### 特命全權大使（1893年起）
- 1893年–1902年：朱利安·龐斯福特（英语：Julian Pauncefote, 1st Baron Pauncefote）
- 1902年–1903年：邁克爾·亨利·赫伯特（英语：Michael Henry Herbert）[19]
- 1903年–1906年：莫蒂默·杜蘭[20]
- 1907年–1913年：詹姆斯·布賴斯[21]
- 1913年–1918年：塞西爾·阿瑟·斯普林·賴斯（英语：Cecil Spring Rice）[22]
- 1918年–1919年：魯弗斯·艾薩克斯
- 1919年–1920年：爱德华·格雷
- 1920年–1924年：奧克蘭格德斯（英语：Auckland Geddes, 1st Baron Geddes）
- 1924年–1930年：埃斯梅·霍華德（英语：Esmé Howard, 1st Baron Howard of Penrith）[23]
- 1930年–1939年：羅納德·林賽（英语：Ronald Lindsay）[24]
- 1939年–1940年：菲利普·克爾（英语：Philip Kerr, 11th Marquess of Lothian）
- 1940年–1946年：愛德華·伍德
- 1946年–1948年：阿奇博尔德·克拉克·卡尔[25]
- 1948年–1952年：奧利弗·弗蘭克斯（英语：Oliver Franks, Baron Franks）
- 1953年–1956年：羅傑·梅金斯（英语：Roger Makins, 1st Baron Sherfield）[26]
- 1956年–1961年：哈羅德·卡西亞（英语：Harold Caccia, Baron Caccia）[27]
- 1961年–1965年：大衛·奧姆斯比·戈爾（英语：David Ormsby-Gore, 5th Baron Harlech）[28]
- 1965年–1969年：帕特里克·迪恩（英语：Patrick Dean (diplomat)）[29]
- 1969年–1971年：約翰·弗里曼（英语：John Freeman (British politician)）[30]
- 1971年–1974年：羅蘭·巴林（英语：Rowland Baring, 3rd Earl of Cromer）[31]
- 1974年–1977年：彼得·拉姆斯博瑟姆（英语：Peter Ramsbotham）[32]
- 1977年–1979年：彼得·傑伊（英语：Peter Jay (diplomat)）[33]
- 1979年–1982年：尼古拉斯·亨德森（英语：Nicholas Henderson）[34]
- 1982年–1986年：奧利弗·賴特（英语：Oliver Wright (diplomat)）
- 1986年–1991年：安東尼·阿克蘭（英语：Antony Acland）[35]
- 1991年–1995年：羅賓·倫威克（英语：Robin Renwick, Baron Renwick of Clifton）
- 1995年–1997年：約翰·克爾（英语：John Kerr, Baron Kerr of Kinlochard）
- 1997年–2003年：克里斯托弗·邁耶（英语：Christopher Meyer）
- 2003年–2007年：大衛·曼寧（英语：David Manning）
- 2007年–2012年：奈傑爾·謝因瓦爾德（英语：Nigel Sheinwald）[36]
- 2012年–2016年：彼得·韋斯特馬科特（英语：Peter Westmacott）[37]
- 2016年–2019年：金·達羅克[38]
- 2020年–2025年：凱倫·皮爾斯[39]
- 2025年–：文德森

## 外部連結
- UK and United States of America （页面存档备份，存于）, gov.uk